# Johann Nepomuk August Ungelter von Deissenhausen

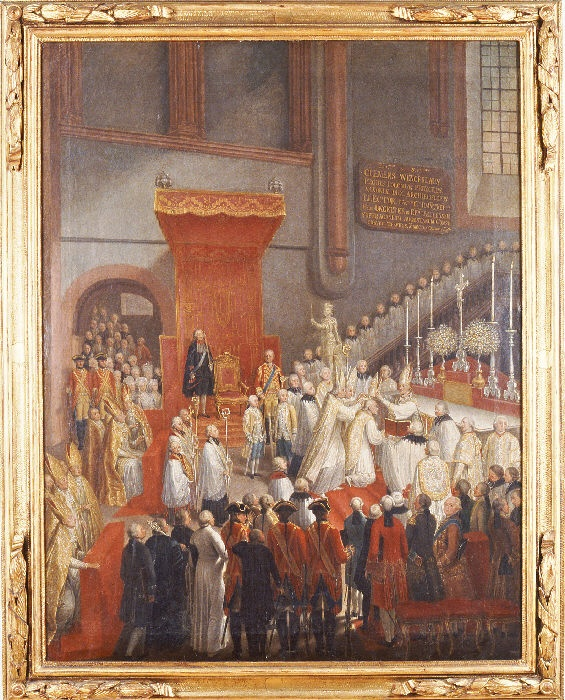
Bischofsweihe im Trierer Dom am 29. August 1779. Zeitgenössisches Ölgemälde eines unbekannten Künstlers.

Johann Nepomuk August Ungelter Freiherr von Deissenhausen (* 20. Februar 1731 in Höchstädt an der Donau; † 26. Januar 1804 in Augsburg) war Weihbischof und Generalvikar im Bistum Augsburg.

## Leben
Die Ungelter waren seit 1641 hohe Beamte in Höchstädt. Sein Großvater versah als Nachfolger seines Vaters von 1699 bis 1701 das Landvogtamt in Höchstädt, trat dann aber in die Dienste des Augsburger Fürstbischofs.
Von 1741 bis 1747 besuchte Johann Nepomuk August das Gymnasium in Dillingen und wurde 1749 Domherr am Augsburger Dom. 1755 folgte die Priesterweihe. Von 1760 bis 1768 war er Domdekan und von 1768 bis 1804 Dompropst, bischöflich augsburgischer Geheimer Rat und Statthalter in der Regierung, da der Fürstbischof von Augsburg, Clemens Wenzeslaus von Sachsen, in Personalunion Trierer Erzbischof und Kurfürst war und sich die meiste Zeit in seinem Kurfürstentum Trier aufhielt. Am 12. Juli 1779 wurde er zum Titularbischof von Pella und Weihbischof in Augsburg ernannt. Die Bischofsweihe erhielt er im Trierer Dom am 29. August 1779 Clemens Wenzeslaus, Kurfürst-Erzbischof von Trier sowie Fürstbischof von Augsburg. Von 1785 bis 1795 war Ungelter zusätzlich Generalvikar von Augsburg.
Am 6. April 1791 wurde er unter der Matrikel-Nr. 930 mit dem akademischen Beinamen Eudemus IV. in die Leopoldina aufgenommen.
Nachdem Ungelter von Deissenhausen im Januar 1804 im Alter von 72 Jahren verstorben war, wurde er auf seinen Wunsch neben seinen Geschwistern auf dem katholischen Friedhof in Augsburg bestattet. Die Freiherr-von-Ungelter-Straße in Höchstädt a.d. Donau wurde nach ihm benannt.